# المشباب (طور الباحة)

تعديل مصدري - تعديل

المشباب هي إحدى قرى عزلة طور الباحة بمديرية طور الباحة التابعة لمحافظة لحج، بلغ تعداد سكانها 1577 نسمة حسب تعداد اليمن لعام 2004.